# Saint-Perdon
 Saint-Perdon  (en occitano Sent Perdon) es una población y comuna francesa, situada en la región de Aquitania, departamento de Landas, en el distrito de Mont-de-Marsan y cantón de Mont-de-Marsan-Sud.

## Demografía
| 623 | 640 | 610 | 748 | 938 | 984 |
| Para los censos de 1962 a 1999 la población legal corresponde a la población sin duplicidades (Fuente: INSEE [Consultar]) |     |     |     |     |     |